# Copa Africana de Naciones de Fútbol Playa 2016
La Copa Africana de Naciones de Fútbol Playa 2016 fue la eliminatoria de África para la Copa Mundial de Fútbol Playa FIFA 2017 que se disputó en Bahamas a finales de abril y que contó con la participación de 8 equipos que jugaron una fase previa.
Senegal venció en la final al anfitrión Nigeria para conseguir su cuarto título continental.

## Eliminatoria
| Equipo 1   | Agr. | Equipo 2        | Ida  | Vuelta |
| ---------- | ---- | --------------- | ---- | ------ |
| Cabo Verde | 4–12 | Senegal         | 2–7  | 2–5    |
| Uganda     | w.o. | Egipto          | –    | –      |
| Liberia    | w.o. | Marruecos       | –    | –      |
| Tanzania   | 7–13 | Costa de Marfil | 3–7  | 4–6    |
| Kenia      | 4–17 | Ghana           | 3–10 | 1–7    |
| Mozambique | 4–9  | Madagascar      | 2–3  | 2–6    |
| Sudán      | w.o. | Libia           | –    | –      |

## Fase de grupos

### Grupo A
| País            | J | G | G+ | GP | P | GF | GC | GD | Pts |
| --------------- | - | - | -- | -- | - | -- | -- | -- | --- |
| Nigeria         | 3 | 2 | 0  | 0  | 1 | 11 | 9  | +2 | 6   |
| Egipto          | 3 | 2 | 0  | 0  | 1 | 11 | 9  | +2 | 6   |
| Costa de Marfil | 3 | 1 | 0  | 1  | 1 | 11 | 8  | +3 | 4   |
| Ghana           | 3 | 0 | 0  | 0  | 3 | 7  | 14 | -7 | 0   |

| 13 de diciembre de 2016 | Ghana | 0–5     | Costa de Marfil                                             | Eko Atlantic, Lagos    |                        |
|                         |       | Reporte | Aka 12' · Djedjed 12' · Gbagra 16' · Kablan 28' · Djimi 32' | Árbitro(s): Mbokh Beye | Árbitro(s): Mbokh Beye |

| 13 de diciembre de 2016 | Nigeria                     | 3–2     | Egipto                | Eko Atlantic, Lagos            |                                |
|                         | Olawale 12' · Emeka 16' 31' | Reporte | Mohamed 18' · Abo 23' | Árbitro(s): Said Nassur Hachim | Árbitro(s): Said Nassur Hachim |

| 14 de diciembre de 2016 | Egipto                                       | 5–4     | Ghana                                          | Eko Atlantic, Lagos           |                               |
|                         | Abo 11' 13' · M. Samir 22' · Mohamed 23' 36' | Reporte | Osa 9' · Husseini 11' · Semabia 17' · Kofi 30' | Árbitro(s): Yahya Abdel Ghani | Árbitro(s): Yahya Abdel Ghani |

| 14 de diciembre de 2016 | Costa de Marfil                       | 4–4 (t. s.)(3–1 p.)        | Nigeria                   | Eko Atlantic, Lagos            |                                |
|                         | Kouadio 9' · Kablan 14' 28' · Aka 36' | Reporte                    | Abu 3' 31' · Tale 23' 36' | Árbitro(s): Said Nassur Hachim | Árbitro(s): Said Nassur Hachim |
|                         |                                       | Tiros desde el punto penal |                           |                                |                                |
|                         | Djimi · Gbagra · Daniel               |                            | Tale · Obodo              |                                |                                |

| 15 de diciembre de 2016 | Egipto                              | 4–2     | Costa de Marfil | Eko Atlantic, Lagos            |                                |
|                         | Mohamed 4' 30' · Mizo 15' · Abo 29' | Reporte | Aka 6' 28'      | Árbitro(s): Said Nassur Hachim | Árbitro(s): Said Nassur Hachim |

| 15 de diciembre de 2016 | Nigeria                              | 4–3     | Ghana                              | Eko Atlantic, Lagos       |                           |
|                         | Emeka 28' 29' · Obodo 33' · Tale 35' | Reporte | Husseini 28' · Adjei 29' · Osa 33' | Árbitro(s): Issam Bousbih | Árbitro(s): Issam Bousbih |

### Grupo B
| País       | J | G | G+ | GP | P | GF | GC | GD  | Pts |
| ---------- | - | - | -- | -- | - | -- | -- | --- | --- |
| Senegal    | 3 | 3 | 0  | 0  | 0 | 15 | 4  | +11 | 9   |
| Marruecos  | 3 | 2 | 0  | 0  | 1 | 12 | 6  | +6  | 6   |
| Madagascar | 3 | 1 | 0  | 0  | 2 | 11 | 10 | +1  | 3   |
| Libia      | 3 | 0 | 0  | 0  | 3 | 10 | 28 | -18 | 0   |

| 13 de diciembre de 2016 | Madagascar                                                                                                 | 9–5     | Libia                             | Eko Atlantic, Lagos              |                                  |
|                         | Enidiel 4' (pen.) 21' · Ymelda 6' 11' · Toki 17' · Flavien 23' · Christian 25' · Pierralit 27' · Rufin 35' | Reporte | Tariq 1' 10' · Zuheir 33' 36' 40' | Árbitro(s): Hany Farouk El Eraky | Árbitro(s): Hany Farouk El Eraky |

| 13 de diciembre de 2016 | Marruecos  | 1–2     | Senegal      | Eko Atlantic, Lagos           |                               |
|                         | Nassim 36' | Reporte | Fall 29' 36' | Árbitro(s): Jelili Ogunmuyiwa | Árbitro(s): Jelili Ogunmuyiwa |

| 14 de diciembre de 2016 | Libia                         | 3–9     | Marruecos                                                                                        | Eko Atlantic, Lagos       |                           |
|                         | Esam 1' · Hany 3' · Tariq 17' | Reporte | Nassim 3' · El Hadaoui 5' 26' · El Karkouri 7' · El Ouariry 13' · Iazal 23' 35' · Nassim 29' 30' | Árbitro(s): Issam Bousbih | Árbitro(s): Issam Bousbih |

| 14 de diciembre de 2016 | Senegal        | 3–1     | Madagascar |                               |                               |
|                         | Fall 3' 7' 26' | Reporte | Toky 19'   | Árbitro(s): Jelili Ogunmuyiwa | Árbitro(s): Jelili Ogunmuyiwa |

| 15 de diciembre de 2016 | Libia                   | 2–10    | Senegal                                                                              | Eko Atlantic, Lagos       |                           |
|                         | Zuheir 13' · Jilwal 23' | Reporte | Diassy 2' 6' 17' 19' · Sylla 18' 36' · Faye 21' · Fall 29' · Thioune 33' · Barry 36' | Árbitro(s): Sani Mohammed | Árbitro(s): Sani Mohammed |

| 15 de diciembre de 2016 | Madagascar | 1–2     | Marruecos                 | Eko Atlantic, Lagos                |                                    |
|                         | Ymelda 24' | Reporte | Nassim 15' · Benmamma 18' | Árbitro(s): Wael Mostafa El Sabagh | Árbitro(s): Wael Mostafa El Sabagh |

## Fase Final

### Ronda de Consolación
Libia abandonó el torneo por razones administrativas.

#### 5º al 8º Lugar
| 17 de diciembre de 2016 | Costa de Marfil | Cancelado | Libia | Eko Atlantic, Lagos                |                                    |
|                         |                 | Reporte   |       | Árbitro(s): Wael Mostafa El Sabagh | Árbitro(s): Wael Mostafa El Sabagh |

| 17 de diciembre de 2016 | Ghana                       | 4–8     | Madagascar                                                                     | Eko Atlantic, Lagos           |                               |
|                         | Kofi 2' 23' · Adjei 34' 35' | Reporte | Toky 2' 19' 25' · Marcel 7' · Rufin 15' · Flavien 24' · Giovanni 36' · Del 36' | Árbitro(s): Ivan Bayige Kintu | Árbitro(s): Ivan Bayige Kintu |

#### 7º Lugar
| 18 de diciembre de 2016 | Libia | Cancelado | Ghana | Eko Atlantic, Lagos |  |
|                         |       | Reporte   |       |                     |  |

#### 5º Lugar
| 18 de diciembre de 2016 | Costa de Marfil       | 3–4     | Madagascar                                          | Eko Atlantic, Lagos                |                                    |
|                         | Djimi 2' · Aka 7' 29' | Reporte | Flavien 7' (pen.) 14' · Enidiel 19' · Pierralit 23' | Árbitro(s): Wael Mostafa El Sabagh | Árbitro(s): Wael Mostafa El Sabagh |

### Semifinales
| 17 de diciembre de 2016 | Egipto                    | 2–5     | Senegal                                          | Eko Atlantic, Lagos           |                               |
|                         | · M. Samir 11' · Mizo 20' | Reporte | Faye 17' · Fall 23' 31' · Sylla 31' · Diassy 33' | Árbitro(s): Jelili Ogunmuyiwa | Árbitro(s): Jelili Ogunmuyiwa |

| 17 de diciembre de 2016 | Nigeria                                               | 6–1     | Marruecos  | Eko Atlantic, Lagos            |                                |
|                         | Emmanuel 8' 29' · Abu 18' 30' · Ogodo 20' · Emeka 27' | Reporte | Nassim 15' | Árbitro(s): Said Nassur Hachim | Árbitro(s): Said Nassur Hachim |

### Tercer Lugar
| 18 de diciembre de 2016 | Marruecos | 1–4     | Egipto                                 | Eko Atlantic, Lagos           |                               |
|                         | Iazal 23' | Reporte | Hassan 5' 16' · Samir 8' · Mohamed 23' | Árbitro(s): Yahya Abdel Ghani | Árbitro(s): Yahya Abdel Ghani |

### Final
| 18 de diciembre de 2016 | Nigeria                               | 4–8     | Senegal                                                              | Eko Atlantic, Lagos            |                                |
|                         | Olawale 4' · Ogodo 7' 20' · Emeka 12' | Reporte | Fall 4' 33' · Sylla 10' 25' 34' · Barry 16' · Diassy 17' · Diouf 35' | Árbitro(s): Said Nassur Hachim | Árbitro(s): Said Nassur Hachim |

## Campeón
| Campeonato Africano de Fútbol Playa 2016 |
| ---------------------------------------- |
| Bandera de Senegal                       |
| Senegal 4.° título                       |

## Clasificados al Mundial
| País    | Apariciones | Años                         |
| ------- | ----------- | ---------------------------- |
| Senegal | 5           | 2007, 2008, 2011, 2013, 2015 |
| Nigeria | 4           | 2006, 2007, 2009, 2011       |